# 南海1018轮事件

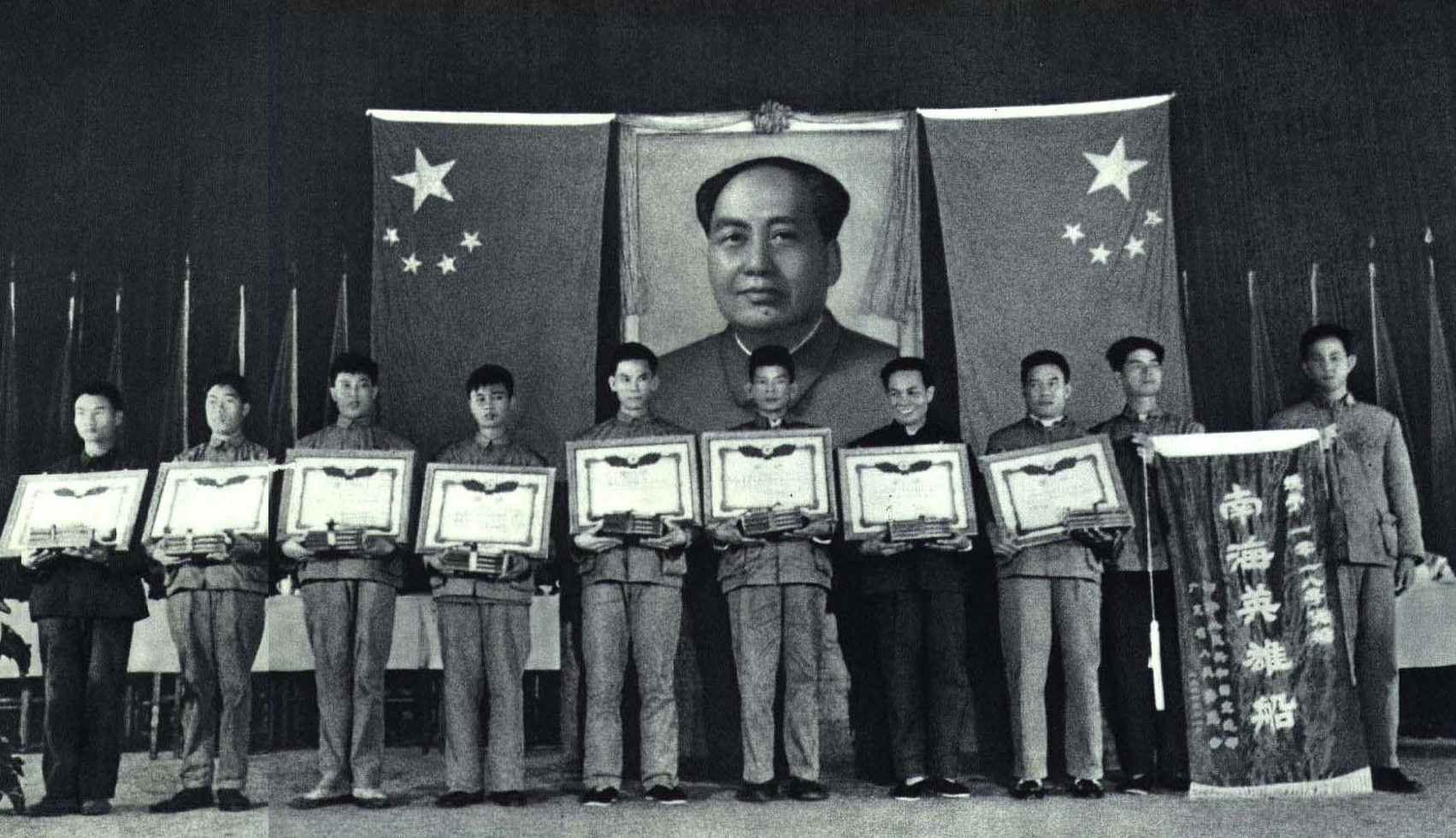
1967年，南海英雄船英雄表彰

南海1018轮事件是指越南战争期间，1966年8月29日，美军飞机在北部湾炸毁中华人民共和国援助越南民主共和国的货轮1018轮的事件。

## 经过
1966年8月，应越南民主共和国方面要求，中华人民共和国广州海运局、广东省航运厅等7个单位组织船员将中华人民共和国为援助越南民主共和国而建造的两艘149型货轮（分别编号1018、1019）开赴越南海防港交船。8月26日，1018轮、1019轮自广州经西江出海，8月27日到达北海港。8月28日，两艘货轮又自北海港启航。两艘货轮均在主桅悬挂中华人民共和国国旗，前桅悬挂越南民主共和国国旗。
8月29日0时30分，两架美军飞机出现在越南海域姑苏岛东南方向，1018轮当即发出了战斗警报，并进行机动航行，减慢航速。不久，美军飞机在1018轮的前方投下照明弹，并使用机关炮扫射该轮，被1018轮避开。1时50分，五、六架美军飞机第二次袭击1018轮，继续投掷照明弹并使用机关炮、火箭炮扫射该轮。1018轮使用仅有的两挺机关枪还击。2时15分前后，1018轮前货舱的右侧中弹，货舱起火。5位已身负重伤的船员仍坚持灭火。美军飞机同时还发射6颗照明弹，击中1018轮驾驶台、机舱。2时30分，1018轮被美军飞机炸沉在下梅岛以东大约7海里的地方。
1018轮的政委和数名船员当场死亡。负重伤的船长及其他11名海员落水。后来，船长等人漂流到一无人荒岛上。此后，11名海员通过努力，陆续登上下梅岛南岸。8月30日，为了求援，海员们分批游泳渡海，其中1人渡海成功，1人死亡，其余海员均被冲回荒岛。8月31日晚，越南民主共和国军民驾船到达荒岛，遇险中国海员获救。不久，这10位幸存海员回到中华人民共和国。
幸存的10名海员为：黄伟超、王星、许均瑞、梁华保、黄灼恩、林荣、谢瑞余、黄不三、黄大瑶、陈大瑛（指导船长）。

## 纪念
1966年9月11日，广东省、广州市各界代表在中山纪念堂召开大会，追悼在北部湾遭到美军飞机袭击而死亡的9名船员，并“愤怒声讨美帝国主义的罪行”。12月22日，中华人民共和国交通部、广东省人民委员会在中山纪念堂举行大会，追授1018轮“南海英雄船”称号，并建议永久保留该船建制。
1967年1月，中华人民共和国各地开展“学习南海英雄船同志们的英雄事迹”活动。1968年12月，广州市举办“南海英雄船援越抗美英雄事迹展览会”，并制作了一枚纪念章。
此外，多个版本的《战斗在北部湾上》连环画出版发行。